# Мовна інспекція (Естонія)
Мовна інспекція (ест. Keeleinspektsioon) — державний орган, що знаходиться під керівництвом Міністерства освіти Естонії. Завданням Мовної інспекції є нагляд за виконанням Закону про мову, а також інших правових актів, що регулюють знання та застосування державної мови. У компетенцію інспекції головно входять:
- нагляд за виконанням вимог до використання мови у діловодстві органів державної та місцевої влади, у сфері обслуговування, торгівлі та охорони здоров'я
- нагляд за відповідністю офіційного вживання мови літературній нормі
- контроль за виконанням вимог до знання державної мови працівниками

У разі виявлення порушень, інспектори мають право застосовувати адміністративні заходи, від попереджень до штрафів, що стягуються з організацій та приватних осіб, направляти працівників на безкоштовні мовні курси, а також (в разі систематичного невиконання працівником вимог мовного закону) рекомендувати державним установам і приватним підприємствам звільнити працівника.

## Передумови створення
Протягом радянської окупації почалась інтенсивна русифікація. Масивна програма навчання російською мовою була впроваджена замість навчання естонською, а російська заступила естонську в якості єдиної мови в деяких сферах економіки (таких як банківська справа, вугледобування, енергетика, статистика, залізничні, морські та повітряні перевезення). Естонці мусили вчити російську, щоби зберегти свої робочі місця. Станом на 1980-ті, російська стала офіційною мовою, тоді як естонська була de facto зведена до мови меншини. Через щоразу більші обмеження публічного використання естонської мови в Естонії занепад естонської набув рис реальної перспективи.
Після відновлення незалежності у 1989 естонську мову проголошено єдиною офіційною державною мовою, а Закон про мову (ест. Keeleseadus) став засобом протидії збільшенню російської одномовності серед мешканців Естонії. Мовну інспекцію (у її першій формі) було створено 1990 року. 

## Критика
Існує думка про Мовну інспекцію як про репресивний орган, головною функцією якого є постійний тиск на російськомовну частину суспільства Естонії. 
Діяльність Мовної інспекції неодноразово ставала об’єктом зауважень з боку міжнародних правозахисних структур. 2006 року Європейська комісія проти расизму та нетерпимості (англ. European Commission against Racism and Intolerance) зазначила, що «здається, нічого не впроваджено для нагляду за діями Мовної інспекції при виконанні Закону про мову» та «Мовна інспекція, як здається, не бере до уваги регіональні особливості при застосуванні Закону про мову». У 2010 році ця ж комісія повторила свою рекомендацію запровадити механізм нагляду за працею Мовної інспекції та додатково рекомендувала проводити «регулярні консультації з представниками російськомовної спільноти стосовно роботи Мовної інспекції з метою покращити її сприйняття членами цієї групи». У заключних зауваженнях Комітету з економічних, соціальних і культурних прав ООН до третьої періодичної доповіді Естонії (2019) сказано: «Комітет занепокоєний застосуванням державою-учасницею каральних підходів до забезпечення Закону про мову, в тому числі через мандат і функції Мовної інспекції, а також браком контролю за її діяльністю».
Однак ситуація, попри запевнення керівництва Інспекції, змінилась дуже слабко. 
Разом з тим, діяльність інспекції користується схваленням і підтримкою естономовних громадян.